# San Giovanni Suergiu
San Giovanni Suergiu (sardisk: Santu Giuànni Suèrgiu, SantuJuanniSruèxu) er en by og en kommune (comune) i provinsen Sud Sardegna i regionen Sardinien i Italien. Byen ligger i 16 meters højde og har 6.055 indbyggere (2016). Kommunen har et areal på 72,37 km² og grænser til kommunerne Carbonia, Giba, Portoscuso, Sant'Antioco og Tratalias.